# Laurence Fox
Laurence Fox (Leeds, 26 maggio 1978) è un attore britannico, conosciuto principalmente per il ruolo del sergente James Hathaway della serie televisiva Lewis.

## Biografia
Discende da una famiglia appartenente al mondo del cinema e del teatro, infatti il padre è l'attore James Fox, gli zii sono l'attore Edward Fox e il produttore Robert Fox. Inoltre è cugino dell'attrice Emilia Fox e sua sorella Lydia è anche lei un'attrice di successo. È stato sposato dal 2007 al 2016 con l'attrice Billie Piper, da cui ha avuto due figli.

## Filmografia parziale

### Cinema
- The Hole, regia di Nick Hamm (2001)
- Gosford Park, regia di Robert Altman (2001)
- Deathwatch - La trincea del male (Deathwatch), regia di Michael J. Bassett (2002)
- Va' dove ti porta il cuore (Whatever Love Means), regia di William Humble (2005)
- The Plan (The Last Drop), regia di Colin Teague (2006)
- Becoming Jane - Il ritratto di una donna contro (Becoming Jane), regia di Julian Jarrold (2007)
- Elizabeth: The Golden Age, regia di Shekhar Kapur (2007)
- W.E. - Edward e Wallis (W.E.), regia di Madonna (2011)
- Il professore e il pazzo (The Professor and the Madman), regia di Farhad Safinia (2019)

### Televisione
- Lewis – serie TV, 42 episodi (2006-2015)
- Miss Marple (Agatha Christie's Marple) – serie TV, episodio 2x04 (2006)
- Victoria – serie TV, 9 episodi (2019)
- White Lines – serie TV, 7 episodi (2020)

## Doppiatori italiani
Nelle versioni in italiano delle opere in cui ha recitato, Laurence Fox è stato doppiato da:
- Massimiliano Manfredi in The Hole
- Edoardo Nordio in Deathwatch - Trincea del male
- Maurizio Merluzzo in Lewis
- Roberto Certomà in Becoming Jane - Il ritratto di una donna contro
- Dimitri Winter in W.E. - Edward e Wallis
- Gianfranco Miranda ne Il professore e il pazzo
- Andrea Lavagnino in White Lines
- Vittorio De Angelis in Gosford Park